# كوري (قلعة خواجة)
كوري (بالفارسية: کوری) هي منطقة سكنية تقع في إيران في قسم قلعة خواجة الريفي. يقدر عدد سكانها بـ 140 نسمة بحسب إحصاء 2016.